# 이집트–이스라엘 평화 조약
이집트–이스라엘 평화 조약(영어: Egypt–Israel peace treaty, 아랍어: معاهدة السلام المصرية الإسرائيلية, 히브리어: הסכם השלום בין ישראל למצרים)은 1979년 3월 26일 미국 워싱턴 D.C. 백악관에서 이집트와 이스라엘이 체결한 평화 조약이다. 이스라엘의 총리인 메나헴 베긴, 이집트의 대통령인 안와르 사다트가 서명하였으며, 미국의 대통령인 지미 카터도 서명하였다.

## 개요
이집트-이스라엘 평화 조약은 1978년 9월 17일 이집트, 이스라엘과 미국에 의하여 조인된 캠프 데이비드 협정에서 유래한다.  1978년 협정은 2개의 문서들 - "중동에서 평화를 위하여"과 "이집트와 이스라엘 사이에 평화 조약의 체결을 위한" 틀을 포함하였다.  다른 아랍 국가들과 팔레스타인인들은 캠프 데이비드 협정을 거부하였고 포괄적 평화를 향하여 이스라엘과 대화를 계속 하기를 거절하였다.  비록 그들이 더 많은 협상들을 요구했지만 미국의 중재와 지미 카터 미국 대통령의 중동 방문으로 이집트와 이스라엘은 성공적으로 양자 평화의 실현을 위하여 틀을 가져왔다.
이집트의 대통령 안와르 사다트, 이스라엘의 총리 메나헴 베긴에 의하여 조인되었고 카터에 의하여 목격된 이집트-이스라엘 평화 조약은 비교적 짧은 문서로 9개의 조항, 3개의 표준계약서와 3명의 서명자들 사이의 부속 합의서의 일련이다.  고전적인 영토를 평화를 위한 교호나 대상에서 조약은 이집트와 이스라엘 사이에 전쟁 상태를 명시적으로 종료하고 대사들의 교환을 포함한 완전하고 공식적인 평화를 설립함으로 그 대가로 정당들은 그들 사이에 영구적 경계로서 이집트와 팔레스타인의 전 위임령 사이에 국제적 경계선을 받아들여 이집트에게 1967년 전쟁에서 이스라엘에 의하여 점령된 시나이 반도 전체의 단계적 복귀를 허용하였다.  조약은 비무장지대와 유엔군이 국경을 감시하는 데 요구하여 명확하게 1956년과 1967년에 일어난 전쟁으로 이끈 기폭제를 분명히 염두에 두어 양국은 어느 쪽도 유엔군의 철수를 일방적으로 요청할 수 없다는 데 동의하였다.  조약은 또한 수에즈 운하, 티란 해협, 아카바만과 수에즈만을 통하여 이스라엘의 자유 통행권을 확인하였다.  이집트-이스라엘 관계의 정상화는 완전한 인식, 외교적, 경제적과 문화적 관계들, 그리고 경제적 보이콧의 종료와 물건과 사람들의 자유로운 이동의 장벽들을 포함하였다.

## 여파
조약 서문에는 다음과 같은 내용들 - 유엔 안전 보장 이사회의 결의 242호와 338호, 그리고 이 평화 진행에 다른 아랍 이웃 국가들이 가입하는 데 이스라엘의 되풀이적인 요구들이 언급되어 있지만 아랍 세계는 사다트의 이스라엘과 단독 강화에 화가 나면서 반응하였고 그것을 지지하거나 참여하기를 거부하였다.  아랍 연맹은 본부를 카이로에서 옮겼고 그 대부분의 회원국들은 이집트와의 인연을 끊는 등 10년 가량 이집트의 고립을 예고하였다. 이집트 안에서도 반대파들은 이스라엘과의 평화에 항의하였고 사다트의 경제와 사회 문제에 이미 그와 사이가 안좋았던 이슬람 급진파들은 1981년 10월 6일 그를 암살하였다. 이스라엘인들은 우익에 어떤이들이 이스라엘의 영토 양보의 전례를 설립하는 것을 반대했어도 조약을 환영하였고 이스라엘의 군인들은 시나이의 야미트에서 시위자들을 신체적으로 제거해야 했다.
호스니 무바라크는 사다트를 계승하고 특히 대량의 미국의 해외 원조를 협상했다는 오명 없이 조약의 혜택을 누릴 수 있었다.  그의 관리 하에 이집트는 이스라엘과 평화를 보존한 동안 아랍 세계에서 그 리더십 역할을 다시 얻었다. 이스라엘의 시초적 열광에 불구하고 이집트의 경계심은 낮은 수준의 무역 교류, 몇몇의 국경을 넘은 방문객들 그리고 정상에서 정확하지만 냉혹한 관계와 함께 차가운 평화를 만들어냈다. 조약은 수많은 지역적 위기를 견뎌냈으나 진심으로 따뜻한 관계들은 팔레스타인-이스라엘 논쟁의 해상도에 달려있는 것 같았다.

## 같이 보기
- 1949년 휴전 협정
- 이스라엘–요르단 평화 조약
- 오슬로 협정